# 객체화
객체화, 대상화, 또는 타자화(영어: Objectification)는 나와 다른 사람이나 모임, 종족 등의 집단이 가진 사람됨을 부정하고, 이를 객체나 물건으로 취급하는 의도를 가지고 이를 실천하는 행위이다. 이 개념의 하위 개념으로, 자신을 객체화하는 자발적 객체화(self-objectification)와 사람을 성적 욕구 충족을 위한 객체만으로 다루는 성적대상화(Sexual objectification)가 있다. 특히 맑시즘에서는 사회관계의 객체화를 물화로 다룬다.

## 정의
마사 누스바움Martha Nussbaum은 어떤 사람에게 다음 중 하나 이상의 상황이 적용될 때 도구화가 성립된다고 본다.
1. 도구성instrumentality ― 다른이가 어떤 사람을 목적을 위한 도구로 다루는 것
2. 자율성 부인denial of autonomy ― 어떤 사람이 자율성이나 자기결정권이 없는 것처럼 다루는 것
3. 부동성inertness ― 사람에게 행위능력agency이나 행동이 없다고 다루는 것
4. 교체성fungibility ― 어떤 사람이 다른 객체를 대체할 수 있다고 다루는 것
5. 침범가능성violability ― 어떤 사람의 경계완전성boundary-integrity이 결여되어 때려도 되는 것처럼 여기는 것
6. 소유성ownership ― (노예제 같이) 사람을 가지거나, 사고 팔 수 있다고 여기는 것
7. 주체성 부인denial of subjectivity ― 어떤 사람의 경험이나 감정을 신경쓰지 않아도 된다고 여기는 것

여기에 레이 랭턴Rae Langton은 여기에 세가지 하위특성을 추가했다.
1. 신체로 되돌림reduction to the body ― 어떤 사람을 몸이나 신체부위의 특징으로 확인하여 그에 따라 다루는 것
2. 외양으로 되돌림reduction to appearance ― 주로 사람이 어떻게 보이는지, 보기에 어떻게 느껴지는지에 따라서 그 사람을 다루는 것
3. 침묵화silencing ― 어떤 사람이 침묵하거나, 말할 능력이 없는 것처럼 다루는 것

## 주요 논의
객체화를 처음 논의한 것은 이마누엘 칸트다. 칸트는 자신의 이론에서 성욕이 객체화를 필요로 하는 강력한 욕망으로서, 성적 흥분을 느끼는 사람은 성적 만족을 위해 곧바로 다른 사람을 취해 삼키려고 든다고 보았다. 이러한 성적 욕망은 그 자체로 다른 사람이 행동하고자 하는 바에 영향을 끼치려고 할 때 발생하는 자율성의 부정으로서 작동하며, 따라서 한 사람이 성욕을 충족하려 드는 행동은 자신의 행복을 보장하기 위해 열중하는 동안, 다른 사람이 생각하거나 느끼는 것을 멈추게 하는 주체성의 부정으로서 작동한다. 성욕은 치명적이고 강력해 타인의 안녕을 보장하는 다른 생각을 몰아내며, 성욕에 잡힌 사람들은 다른이들을 몸의 일부분으로 축소하기 시작한다. 성적지향은 섹슈얼리티의 일반적 특징이며 이를 갖게 된 사람들은 쉽게 객체화수행자objectifiers나 객체 중 하나가 되길 쉽게 원하게 된다.
누스바움은 여성의 성적대상화에 대한 윤리적 영향을 평가하는 데 있어서 규범 개념이 되는 객체화에 대한 사람들의 이해가 너무 단순하다고 본다. 이에 누스바움은 객체화 개념을 명확하게 하기 위해 하위개념을 제시, 검증하며 이를 성과 관련된 다른 상황에서의 유순하거나 위험한 형태들과 구분하는 것을 연구목표로 삼았다. 더 나아가 누스바움은 객체화 개념이 그동안 논의되어 온 섹슈얼리티 뿐만이 아니라 맑시스트들의 자본주의와 노예제에 대한 관점에 있어서도 중요하다고 주장했다. 누스바움은 모든 객체화가 부정적 행위를 일으키는 것은 아니며, 앞서 제시된 일곱가지 중 하나가 작동한다고 하더라도 객체화가 드러나지 않을 수 있다고 보았다.
캐서린 맥키넌Mackinnon과 안드레아 드워킨Dworkin은 칸트의 이해를 채택헤 성의 선천적인 객체화 경향을 인정하지만 객체화의 관여자는 객체화수행자이면서도 객체화되는 대상이라고 주장했다. 이들은 남성과 여성이 각각 섹슈얼리티를 표현하는 방식이 더 넓은 사회문화적 맥락에 의해 틀지어져 있고 남여간 권력이 평등하지 않기 때문에, 남성과 여성의 객체화가 불균형적이라고 주장했다. 섹슈얼리티를 표현할 때 남성의 경우 여성을 객체화해 지배화하는 방식을 표출하는 반면 여성은 이를 객체화되거나 자기객체화Self-objectification하는 순종적 방식으로 표출한다. 이 때 여성은 폭력성에 더욱 취약하지며 주체성과 자율성을 잃는다. 이에 대해 누스바움은 맥키넌과 드워킨이 윤리적으로 동등하게 중요한 개인사나 심리학 등을 무시한다며 남-여 섹슈얼리티를 더욱 거시적 관점에서 봐야 한다고 주장한다.
남성적 응시는 자기객체화의 주요 구현요소 중 하나이다. 여성은 다른이의 시선을 내면화하며, 따라서 바깥의 시선을 내면적으로 받아들이기 시작하는 경향이 있다. 예를 들어 소셜미디어에 올리기 위해 셀카 사진을 찍을 때 여성은 남성적 응시적 관점이 유형화된 각도에 따라 폰을 움직인다. 포스트의 댓글란을 통해 올라오는 사진에 대한 비난이나 칭찬, 공유는 셀피를 올린 여성에게 감성적 반응을 일으켜 자기객체화를 더 부추긴다. 특히 소셜미디어에 셀카를 더 올릴 수록 여성의 자기객체화가 심해지고, 이에 따라 폭식 등 섭식장애를 부추기게 된다는 유의한(p<.001) 근거가 있다.

## 페미니즘의 객체화 이론
바바라 프레드릭슨Barbara Fredrickson과 토미앤 로버츠Tomi-Ann Roberts의 객체화 이론은 여성이나 소녀의 객체화가 결국 불안감이나 자의식 증대를 이끌 수 있다고 지적한다. 여성은 즉각적으로 사회가 부여한 상태를 내면화할 것으로 기대되며, 그 결과를 자신의 주된 관점으로 삼고 있기 때문이다.
프렉드릭슨과 로버츠는 여성의 객체화가 어떻게든 여성의 정신건강에 영향을 끼친다고 주장한다. 여성신체에 부과된 공중의 관점이 신체 모니터링이나 과도한 식습관을 이끌어 결국 내적 치욕감이나 불안감을 만들 수 있기 때문이다. 이들은 2세대 페미니스트 및 학자들이 사회문화적 관점에서 여성의 신체를 보는데 영향을 끼쳤지만, 신체 이미지 뒤에 있는 사회 구성이 결합된 효과이기 때문에 다른 관점 또한 무시되어서는 안된다고 주장한다.
객체화이론은 더 나아가 여성 및 젠더심리학 속의 여성 신체에 대한 사회문화적 분석을 증진한다. 프렉드릭슨과 로버츠에 따르면, “이들 경험 중에서 아마도 가장 심각하고 침해적인 것은 많은 소녀와 여성이 문화의 객체화 관습을 내면화하고 자신의 몸 보임을 습관적으로 모니터하는 결과를 초래하는 의식흐름 속의 침해이다”.

## 교차성 및 트렌스젠더 경험
성적대상화 경험은 개인의 교차정체성 표식에 따라 다양할 수 있다/ 교차적 접근을 활용하면 트랜스젠더 정체성에 따른 객체화 구성에 대한 이해를 심화할 수 있다. 트렌스젠더 당사자는 자기정체성 해석에 있어서 독특한 어려움을 겪는다.
미렐라 플로레스Mirella Flores 등은 객체화 주제에 대한 기존 탐구결과들이 주로 시스젠더의 경험에 집중되어 왔으며, 트렌스젠더 당사자들은 그들이 표출하는 젠더가 역사적으로 무효화되었기 때문에 객체화 담론에서 제외되었다고 주장한다. 예를 들어, 심리학 분야에 드러난 기존의 헤테로규범성은 성별불쾌감를 정신장애로 개념화한 바 있다. 더 나아가, 미디어에서는 트렌스젠더 당사자를 웃음거리로 묘사해, 트랜스혐오를 영구화할 뿐만 아니라 트렌스젠더 당사자를 낙인화해 왔다. 남성성과 여성성이라는 성적지향 기준은 사회에서의 젠더 재현에 삽입되며, 이 젠더이항은 미디어, 또래, 가족, 다른 사회문화적 채널을 통해 전파되어 왔다. 객체화와 사회재현을 통해, 남성성과 여성성과 결합되어 강조된 젠더 신체이미지는 개인의 몸이 이러한 사회문화적 외모 이상형을 고수하도록 하기 위해 객체화를 권장한다. 객체화 이론이 여성 신체가 외모로서 축소되는 과정을 설명하기 위해 쓰여오기는 했으나, 트렌스젠더 당사자가 이러한 이상을 그들의 젠더와 일치하기 위해 접근하는지 분석하는 데도 사용할 수 있다.
트렌스젠더 당사자는 자신의 젠더정체성을 합법화하기 위해 자신의 몸을 계속 모니터링하며 사회의 외모 이상형을 내면화할 수 있다. 그 과정에서 자신의 상태와 이상간의 격차로 인해 사회수용도가 낮게 머물면서 자기 저평가devaluation와 낙인화, 우울증상이 일어난다. 어떤 트렌스젠더는 사회 기준에 맞아 들어가기 위해 이항적 신체이미지를 수용하고 이를 향해 나가야만 할 듯한 느낌을 받는다. 객체화는 젠더정체성을 무시하고 성전환한 사람을 젠더의 이상적 표현에 기반해 분류한다. 객체화는 사회적 인정을 통해 자신의 젠더정체성을 확증하고 표현하고자 하는 개인에게 문제이자 솔루션이 된다. 이상적 남성의 물리적 특성에는 근육이나 강건한 묘사가 들어가 있으며 트렌스젠더 남성은 과도한 운동과 스테로이드 주입을 통해 이 기준에 맞추려고 할 수 있다. 트렌스젠더 여성도 자신의 몸이 과섹슈얼화된 신체로 줄어드는 듯한 시스젠더 여성과 같은 객체화를 경험할 수 있다. 트렌스젠더 개인은 자신의 젠더 정체성 확증하기 위해 부작용 가능성이 높은 실리콘을 불법주입하거나, 성노동에 참여해 성전파 질환 위험이 높아진다. 더 나아가, 외모(키나 몸구조)가 젠더적 이상과 불일치할수록 트렌스젠더 개인의 젠더정체성은 방해되고, 의학적 개입 이후에도 그들은 사회 기준에 맞지 않는다고 느낄 수 있다. 트렌스젠더 개인은 전형성을 확증하는 행위를 유발하기 위해 쓰이는 ‘트렌스젠더 창녀’와 같이 성적 대상화를 통해 고착된 부정적 전형성을 내면화할 수 있으며, 이는 낮은 자기만족감, 자기저평가, 무가치하다는 느낌, 더 나아가 자살과도 연결될 수 있다.

## 다른 학문에서의 사용
객체화의 개념은 특히 장애연구, 더 나아가 사회학에서도 쓰이는데, 이는 장애인들이 시설 등의 권력기관을 통해 인생의 주체보다는 서비스나 시혜의 객체가 되기 쉽기 때문이다. 또한 시각문화에서의 객체화 활동에 대해서는 문화연구적 관점에서도 많은 관심이 있다.

## 참고문헌
- Baptista, M.M.R.; Himmel, R.I.P.d. “‘For Fun’: (De) Humanizing Gisberta—The Violence of Binary Gender Social Representation”. 《Sexuality & Culture》 20: 639–656. doi:10.1007/s12119-016-9350-5.
- Bell, BT.; Cassarly, JA.; Dunbar, L. “Selfie-Objectification: Self-Objectification and Positive Feedback ("Likes") are Associated with Frequency of Posting Sexually Objectifying Self-Images on Social Media”. 《Body image》 26: 83–89. doi:10.1016/j.bodyim.2018.06.005.
- Brewster, Melanie E.; Velez, Brandon L.; Breslow, Aaron S.; Geiger, Elizabeth F (2019년 3월). “Unpacking body image concerns and disordered eating for transgender women: The roles of sexual objectification and minority stress”. 《Journal of Counseling Psychology》 66 (2): 131–142. doi:10.1037/cou0000333. ISSN 1939-2168. PMID 30702325. S2CID 73413917.
- Cohen, Rachel; Newton-John, Toby; Slater, Amy (2018년 2월). “'Selfie'-objectification: The role of selfies in self-objectification and disordered eating in young women”. 《Computers in Human Behavior》 79: 68–74. doi:10.1016/j.chb.2017.10.027.
- Flores, Mirella J.; Watson, Laurel B.; Allen, Luke R.; Ford, Mudiwa; Serpe, Christine R.; Choo, Ping Ying; Farrell, Michelle (2018년 4월). “Transgender people of color's experiences of sexual objectification: Locating sexual objectification within a matrix of domination”. 《Journal of Counseling Psychology》 65 (3): 308–323. doi:10.1037/cou0000279. ISSN 1939-2168. PMID 29672081. S2CID 5002128.
- Fredrickson, BL.; Roberts, T-A (1997). “Objectification Theory: Toward Understanding Women’s Lived Experiences and Mental Health Risks”. 《Psychology of Women Quarterly》 21 (2): 173-206. doi:10.1111/j.1471-6402.1997.tb00108.x.
- Kosenko, Kami A (2010년 3월 24일). “Contextual Influences on Sexual Risk-Taking in the Transgender Community”. 《The Journal of Sex Research》 48 (2–3): 285–296. doi:10.1080/00224491003721686. ISSN 0022-4499. PMID 20336575. S2CID 36872801.
- Lev, Arlene Istar (2013년 9월). “Gender Dysphoria: Two Steps Forward, One Step Back”. 《Clinical Social Work Journal》 41 (3): 288–296. doi:10.1007/s10615-013-0447-0. ISSN 0091-1674. S2CID 144556484.
- Nussbaum, Martha C. (1995). “Objectification”. 《Philosophy & Public Affairs》 24 (4): 249–291. doi:10.1111/j.1088-4963.1995.tb00032.x. JSTOR 2961930.
- Papadaki, Evangelia L. (2019년 12월 16일). 〈Feminist Perspectives on Objectification〉.   Edward N. Zalta. 《The Stanford Encyclopedia of Philosophy (Spring 2021 Edition)》. 2021년 6월 13일에 원본 문서에서 보존된 문서.
- Papadaki, Evangelia (2007년 8월 1일). “Sexual Objectification”. 《From Kant to Contemporary Feminism》 6 (3): 49–68. doi:10.1057/palgrave.cpt.9300282. S2CID 144197352.
- Rood, Brian A.; Reisner, Sari L.; Puckett, Jae A.; Surace, Francisco I; Berman, Ariel K.; Pantalone, David W. “Internalized transphobia: Exploring perceptions of social messages in transgender and gender-nonconforming adults”. 《International Journal of Transgenderism》 18 (4): 411-426. doi:10.1080/15532739.2017.1329048. ISSN 1553-2739. S2CID 148773063.
- Sevelius, Jae M (2012년 9월 30일). “Gender Affirmation: A Framework for Conceptualizing Risk Behavior Among Transgender Women of Color”. 《Sex Roles》. 68호=11–12: 675–689. doi:10.1007/s11199-012-0216-5. ISSN 0360-0025. PMC 3667985. PMID 23729971.
- Strübel, Jessica; Sabik, Natalie J.; Tylka, Tracy L. (2020년 12월 1일). “Body image and depressive symptoms among transgender and cisgender adults: Examining a model integrating the tripartite influence model and objectification theory”. 《Body Image》 35: 53–62. doi:10.1016/j.bodyim.2020.08.004. ISSN 1740-1445. PMID 32846389. S2CID 221347929.